# Maurits Kjærgaard
Maurits Kjærgaard (Herlev, 26 juni 2003) is een Deens voetballer die doorgaans speelt als middenvelder. In februari 2021 debuteerde hij voor Red Bull Salzburg.

## Clubcarrière
Kjærgaard speelde in de jeugdopleiding van Lyngby BK, voor hij in 2019 werd overgenomen door Red Bull Salzburg. Hier kwam hij eerst bij FC Liefering te spelen, het tweede elftal van de club. Zijn debuut in het eerste elftal volgde op 28 februari 2021, toen in de Bundesliga in het Wörtherseestadion gespeeld werd tegen Sturm Graz. Door goals van Lukas Jäger en Ivan Ljubic en een tegengoal van Patson Daka won die club met 2–1. Kjærgaard moest van coach Jesse Marsch op de reservebank beginnen en na negenenzestig minuten viel hij in voor Brenden Aaronson.
Het seizoen erop speelde de middenvelder initieel weer voor FC Liefering, maar vanaf de winterstop maakte hij definitief onderdeel uit van het eerste elftal. Zijn eerste competitiedoelpunt maakte hij op 20 maart 2022, op bezoek bij Wolfsberger AC in de Lavanttal-Arena. Na doelpunten van Noah Okafor, Chukwubuike Adamu en Rasmus Nissen Kristensen zorgde Kjærgaard op aangeven van Nicolas Seiwald voor de vierde goal. Tegenstander Eliel Peretz maakte uiteindelijk nog de 1–4. In augustus 2022 kreeg Kjærgaard een nieuw contract, tot medio 2026. Deze werd in december 2024 opengebroken en met twee seizoenen verlengd.

## Clubstatistieken
| Seizoen | Club              | Competitie | Competitie | Competitie | Beker | Beker | Internationaal | Internationaal | Totaal | Totaal |
| Seizoen | Club              | Competitie | Wed.       | Dlp.       | Wed.  | Dlp.  | Wed.           | Dlp.           | Wed.   | Dlp.   |
| ------- | ----------------- | ---------- | ---------- | ---------- | ----- | ----- | -------------- | -------------- | ------ | ------ |
| 2019/20 | FC Liefering      | 2. Liga    | 13         | 2          | —     | —     | —              | —              | 13     | 2      |
| 2020/21 | FC Liefering      | 2. Liga    | 28         | 3          | —     | —     | —              | —              | 28     | 3      |
| 2020/21 | Red Bull Salzburg | Bundesliga | 1          | 0          | 0     | 0     | 0              | 0              | 1      | 0      |
| 2021/22 | FC Liefering      | 2. Liga    | 6          | 2          | —     | —     | —              | —              | 6      | 2      |
| 2021/22 | Red Bull Salzburg | Bundesliga | 17         | 2          | 5     | 1     | 4              | 1              | 26     | 4      |
| 2022/23 | Red Bull Salzburg | Bundesliga | 26         | 2          | 3     | 0     | 7              | 0              | 36     | 2      |
| 2023/24 | Red Bull Salzburg | Bundesliga | 17         | 2          | 4     | 1     | 3              | 0              | 24     | 3      |
| 2024/25 | Red Bull Salzburg | Bundesliga | 6          | 0          | 1     | 1     | 5              | 4              | 12     | 5      |
| Totaal  | Totaal            | Totaal     | 114        | 13         | 13    | 3     | 19             | 5              | 146    | 21     |

Bijgewerkt op 26 december 2024.

## Erelijst
| Competitie        |                   |                   |
| Competitie        | Aantal            | Jaren             |
| Red Bull Salzburg | Red Bull Salzburg | Red Bull Salzburg |
| ----------------- | ----------------- | ----------------- |
| Bundesliga        | 2                 | 2020/21, 2021/22  |
| ÖFB-Cup           | 1                 | 2021/22           |